# Joëlle Esso
Joëlle Esso également connue sous le nom Jeki Esso, née le 17 janvier 1968 à Douala, est une auteure de bande dessinée et illustratrice camerounaise d'expression française. Elle est également artiste peintre, comédienne, danseuse, chanteuse et auteure-compositrice.

## Biographie

### Débuts
Joëlle Esso grandit au Cameroun et passe son adolescence en Côte d’Ivoire. Elle s'installe par la suite à Paris en France où elle se forme en arts graphiques et suit un cursus en histoire de l’art.

### Carrière
Elle commence sa carrière d’illustratrice et de choriste de studio dès 1988.
En 2005, elle enregistre son premier album intitulé Mungo!, un alliage traditionnel camerounais de blues et de gospel. La même année, elle réalise la bande originale du film Les Saignantes de Jean-Pierre Bekolonominé pour le César du meilleur film francophone le 15 janvier 2010. En tant que choriste, elle accompagne plusieurs artistes en concert tels que Carole Frederickset Yannick Noah. 
Elle rejoint l'équipe des Editions Monde Global où elle illustre des livres pour enfants de 2006 à 2008, notamment Tiwa et la Pierre-Miroir de Serge Bilé et Joby Bernabé, ainsi que l'ouvrage collectif Slamophonie. Elle collabore aussi avec l'écrivaine et éditrice Nadia Origo dont elle illustre deux livres en 2009.  
En 2010, elle sort sa première bande dessinée intitulée Petit Joss, école urbaine mixte parue aux éditions Dagan. Elle est directrice du centre culturel Akanga, un Centre culturel Panafricain établi en 2016 à Porto-Novo, au Bénin.

### En tant qu'illustratrice
- Tiwa et la pierre miroir, de Serge Bilé et Joby Bernabé, livre-cd, Monde Global, 2006.
- Slamophonie, collectif, Sepia, 2009.
- Le royaume de Longo, de Nadia Origo, La Doxa, 2009.
- Histoires des personnages de la Bible : règnes, pouvoirs et royautés,de Nadia Origo, La Doxa, 2009.
- Le Monument aux Morts, Karim da Silva, Dagan, 2021.
- Quatre Héroïnes de l'Histoire Africaine, collectif, Dagan, 2021

### Autrice illustratrice
- Petit Joss, école urbaine mixte, BD, Dagan, 2010.
- Hanibal@Pushkin, livre-CD-DVD, Dagan, 2011.
- Eto'o Fils T1 Naissance d'un champion, avec Samuel Eto'o Fils, BD, Dagan, 2012.
- Eto'o Fils T2 L'Envol, avec Samuel Eto'o Fils, BD, Dagan, 2014
- Une Maison dans le désert, album, Dagan, 2023
- Tranches de Vies, collectif, BD, Dagan, 2021.

## Discographie
- 2005 : Mungo !